# Абіодун
Абіодун (д/н — 1789) — 28-й алаафін (володар) держави Ойо в 1774—1789 роках. Відновив вагу правлячої династії в державі.

## Життєпис
Про молоді роки відомостей обмаль. При народженні звався Адегоролу. 1774 року після отруєння алаафіна Майєогбе фактичний очільник держави — басорун (перший міністр) Ґаа призначив новим алаафіном Адегоролу, шо змінив ім'я на Абіодун.
Мусив спочатку підкорятися Ґаа, за якого видав свою доньку Агбонініну. Втім басорун з невідомих причин наказав убити її. Це стало приводом виступу алаафіна, який зрештою переміг та стратив Ґаа, його синів та прихильників.
Змінив попередню політику, спрямовану на розширення кордонів Ойо. Натомість забезпечив захист уже існуючих меж. Водночас налагодив відносини з сусідами та європейцями, зосередивши головну увагу на розширенні работоргівлі.
1781 року уклав угоду з Кпенглою, ахосу Дагомеї, за якою в обмін на знищення тим работоргівних портів Епе й Бадагрі, алаафін повинен був знищити власний порт у Хогбону. В результаті основний центр работоргівлі повинен був переміститися до дагомейського порту Уїда. Натомість Дагомея збільшувала обсяг данини Ойо. Втім Абіодун не виконав свою частину угоди, тоді як Кпенгла ліквідував Епе і Бадагрі. У відповідь ахосу заборонив работоргівлю через порти Ойо. Втім Абіодун не сильно постраждав.
Уславився також своїм великим гаремом, маючи 600—660 дітей. 1789 року Абіодуна було отруєно ртуттю одним з синів. Трон перейшов до стриєчного брата Аволе Арогангана.

## В літературі
- герой п'єси «Балаканина і пісня» (1973) нігерійського драматурга Фемі Ософісана.